# Salamini-Luxor TV

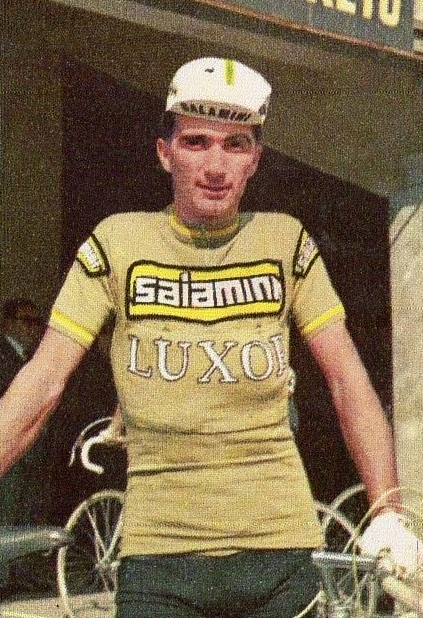
Pietro Guerra

L'equip Salamini-Luxor TV va ser un equip ciclista italià, de ciclisme en ruta que va competir entre el 1966 i el 1967. Va estar dirigit per l'exciclista Ercole Baldini.

## Principals resultats
- Tour de Romandia: Vittorio Adorni (1967)
- Copa Bernocchi: Vittorio Adorni (1967)
- Giro de la Romanya: Bruno Mealli (1967)
- Giro de Sardenya: Luciano Armani (1967)
- Gran Premi de Mònaco: Luciano Armani (1967)
- Coppa Placci: Luciano Armani (1967)

### A les grans voltes
- Giro d'Itàlia
  - 1 participació (1967)
  - 1 victòria d'etapa: Etapa 20 del 1967: Vittorio Adorni
  - 0 classificació finals:
  - 0 classificacions secundàries:

- Tour de França
  - 0 participacions

- Volta a Espanya
  - 0 participacions